# Сражение у Куппинского перевала
Сражение у Куппинского перевала (сражение у Салтинского моста) — В начале сентября 1919 года на перевале между селами Салты и Куппа произошла битва даргинских и гергебильских повстанцев с отрядом Добровольческой армии во главе с полковником Александром Шоколи.

## Предыстория
После провалившегося восстания в Дагестане в июле, деникинцы начали совершать грабежи местного населения. Белогвардейцы требовали, чтобы народ сложил всё оружие. Они забирали драгоценности, серебряные монеты и изделия из серебра. Это все подталкивало горцев к вооруженному сопротивлению.
Казаки облагали общество всяческими налогами, и давали срок на это 2-3 часа. Если староста не успевал, его наказывали. Добровольческая армия останавливались в селе Мекеги, требовали продукты питания для своего отряда, пьянствовали, резали скот в общественных местах. Недовольство росло с каждым днём. Оно усилилось, когда российский ставленник Халилов, потребовал солдат для армии. Добровольцев не было. Решили бросить жребий, но те, кому выпадал жребий, все также отказывались и уходили в горы жить партизанской жизнью. Деникинцы начали отправлять письма с угрозами, они всё также требовали солдат. Эти угрозы никак не подействовали на горцев, они также отказывались предоставлять людей для армии. После этого белогвардейцы решили отправить карательный отряд.

## Предшествующие события
Более 100 белогвардейцев, узнав о разгроме отряда полковника Лаврова в Ая-какинском сражении, оставили Кумух и присоединились к Гунибскому гарнизону. Полковник Шокали, командир Гунибского гарнизона с пополнением из Кумуха, имея в своём распоряжении артиллерию и крупные силы, предпринял карательную операцию против гергебильцев, восставших против их произвола и насилия. Окружив Гергебиль и преодолев сопротивление, 25 августа 1919 года полковник Шокали, овладев селом, отдал его своим подчинённым на разграбление.

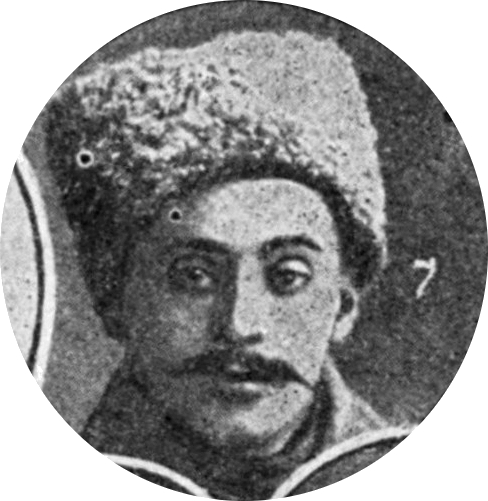
Александр Шокали

Празднующий победу полковник наложил на село контрибуцию в размере 250 тысяч рублей. После чего Шокали пошел на с. Куппа — аул, который расположен на тракте Гуниб-Леваши. Куппинцы с первых дней выхода оккупационных сил из Гуниба следили за ними. Дозорные посты доносили о бесчинствах солдат, совершаемых ими в Гергебиле. Глашатаи объявили призыв к сбору в Джума-мечети, где к собравшимся обратились старшины: Зияутдин Кади, Макка Шарип-Хаджи, Аббас Омар, Ханца Магомед, имам села Магомед-Кади. С призывом поддержать отцов, братьев и мужей в этой неравной схватке к женщинам и детям обратилась Куса Загидат.

## Бой
Командиром ополчения куппинцев избрали Амирханова Магомеда. Собравшихся куппинцев было около 300 человек, 200 из которых были конные. И конные, и пешие разбились в отряды по 25 человек. Командиров выбирали из числа наиболее смелых и отважных. Куппинцы подошли к аулу Салта вблизи Куппинского перевала, затем захватили Салтинский мост и напали на противников, а между тем им помогали подоспевшие отряды ополченцев из Хаджалмахи, Хвартикуни, Дарада, Мурада и других сел. Захват моста лишал казаков возможности отступления. Природа помогала партизанам в укреплении их позиций, а белогвардейцы же располагались в открытой местности. Обзор был для партизан хороший, все было видно как на ладони. Казаки попытались продвинуться в аулы Куппа, Салта, но горцы открыли по ним с двух сторон с высот шквальный огонь. Казаки же стреляли наугад, не зная, где противник. Огонь партизан косил деникинцев, потери они несли с самого начала боя, затем потери более нарастали.
Операция у Салтинского моста совместно с силами из близлежащих сел продолжалась несколько часов. У ополченцев кончились боеприпасы. Осталось только броситься в атаку. Благодаря суматохе и панике, казаки при виде обнаженных кинжалов отступили, бросая оружие. Они подвели их вплотную к мосту. Десятки белоказаков нашли свою смерть в водах реки Каракойсу, полковника Шокали убил командир одного из отрядов куппинцев, Дибир-Магомедов Омар.

Рассказ 90-летнего Хизриева Дауда: 
«Как только потемнело, всё боеспособное мужское население поднялось на макушку Куппинского перевала, и они заняли удобные для боя позиции. Одни укрепились по правую, другие по левую сторону дороги, идущей внизу к реке Кара-Койсу, а третий отряд, руководимый Магомедом Амирхановым, остался на шоссейной дороге. Женщины обеспечивали весь отряд водой, питанием и подготовили чучела, намотав на шесты куски белой бязи. К полуночи они, незаметно для противника, дошли до половины спуска, а к рассвету — вплотную к казакам, которые расположились внизу, на лощине крутого поворота у дороги. Таким образом, враг оказался полностью окруженным со всех сторон: за спиной казаков находились хвартикунинцы. При этом, густой сосновый лес защищал куппинцев с левого фланга и по правую сторону дороги. Партизаны всю ночь готовились к штурму. И вот, казаки все свои права отдали ночи и успокоились в своей берлоге, как волки после неудачной охоты. Командир партизанского отряда Магомед Амирханов заранее предупредил всех быть наготове, чтобы выступить по его команде. Вот уже начался рассвет, и с верхушки перевала утренние лучи солнца осветили окрестности. Вдруг, нарушая утреннюю тишину, громом раздались слова призыва к бою:
«Лаилагьа-ил-Аллагь!», «Лаи-лагьа-ил-Аллагь! В унисон этому возгласу раздались выстрелы винтовок и за ними выстрелы пушек казаков. Разгорелся бой между непрошенными гостями и куппинцами не за жизнь, а насмерть. Зазвенели кинжалы храбрецов против хорошо вооруженных врагов. Противник стрелял из винтовок, пулеметов и пушек, застигнутый врасплох внезапностью нападения. Заканчивались патроны защитников. К счастью, в разгар боя появились ящики с патронами. Хан и Гази Курбан своими головами толкали их по шоссе к своим.

В ходе боя Омар Дибирмагомедов тремя выстрелами в упор застрелил полковника Шокали. В качестве военного трофея Омару достались георгиевский крест, маузер и конь убитого полковника. Враг был полностью уничтожен. Успеху партизан, кроме героизма, способствовала внезапность наступления и то, что утренние лучи солнца, льющиеся с Куппинского перевала, ослепляли казаков. Помогло и то, что множество чучел, заранее подготовленных женщинами, казакам казались мертвецами, идущими в бой».
На помощь ополченцам подоспели гергебильцы, а затем и собранный из даргинских сел отряд ополченцев в составе 500 человек.  

Даниялов Г. Д. пишет: 
«Гарнизону Кумуха было приказано перебазироваться в Гуниб. Отряд из состава гунибского гарнизона внезапным ударом овладел Гергебилем, разграбил его и разрушил до основания. Однако повстанцы перекрыли дорогу на Темир-Хан-Шуру, и деникинцы вынуждены были направиться обратно в Гуниб, чтобы запереться в крепости. Но им не удалось это сделать. Объединённые силы куппинцев и гергебильцев окружили отряд возле аула Куппа и почти полностью его уничтожили. Паника среди белоказаков была настолько велика, что во время бегства некоторые из них бросались со скал в пропасть. Лишь немногие сумели добраться до Гуниба. Их рассказы о побоище усилили панические настроения среди солдат гарнизона. Поэтому, когда повстанцы атаковали Гуниб, часть гарнизона сдалась, а остальные, спустившись с кручи, бежали в сторону Темир-Хан-Шуры. Однако они были перехвачены и уничтожены».

Один из руководителей повстанцев О. Османов писал: 
«Из Левашей за мной приехал посланник. Напоминали, что из Гуниба идет гарнизон, и только куппинцы защищают Леваши. Этого было недостаточно. Еду в Леваши и на месте узнаю положение. Посылаю Нурову просьбу выслать пятьсот человек. Он быстро собирает отряд, и я направляю его к Куппе. Опять бой, и не менее жестокий, чем под Ая-Кака. В узком ущелье Куппинского перевала гунибский гарнизон был остановлен и обращен в бегство. Остатки гарнизона были сброшены с Красного моста».

М. Далгат так описывал сражение: 
«Бой у Ая-Кака был решающим. другой решающий бой произошел у Салтинского перевала около села Куппа Даргинского округа. Здесь главным образом действовали куппинцы, они напали на добровольческий отряд, шедший из Гуниба на помощь гарнизону Левашей. Отряд этот был разбит и обезоружен. Повстанцам досталась богатая добыча: пулеметы и, если не ошибаюсь, две пушки».

## Итог
Полковник Шоколи убит, около 250 деникинцев взято в плен, 200 человек убито и более 160 сброшено с моста. Уцелевшим в бою русским солдатам удалось отступить в Гуниб, где они были добиты восставшими ополченцами. По свидетельству очевидцев, в этом бою участвовало от 700 до 1000 казаков. Их привезли в село Куппа, построили в шеренгу по пять человек, а затем с трофеями в 3 орудия, 4 пулемета «Максим», боеприпасами и их обозом они были сданы в штаб Союза обороны Дагестана в село Леваши. Среди пленных было 5 офицеров разных чинов. Ковры, домашняя утварь гергебильцев, разграбленные деникинцами, были разложены во дворе дома у авторитета даргинцев Зияутдина Кади, а гергебильцев пригласили опознать свои вещи и забрать их.

Российская газета «Вестник Дагестана» 18 октября 1919 года так писала о причинах гибели этого отряда: 
«Они упустили из виду, что имеют дело с дикарями и полудикарями, которые не довольствуются назначенной им свыше нормой, а требуют око за око, а зуб за зуб — целых челюстей.

Отряд сделался жертвой своего корыстолюбия и малодушия, он был уничтожен. Пугала, страшилища оказались просто тряпьем и чучелами, способными пугнуть только воробьев».
Сражение на Куппинском перевале произошло не в течение нескольких дней, а молниеносно в течение ночи и утра.
В сентябрьских боях в горах Дагестана после Аякакинского сражения российские части понесли большие потери. По данным российской газеты «Свободная речь» от 6 октября 1919 года, они потеряли 44 офицера и 681 казака.
Разгром в Ая-Кака и на Куппинском перевале послужил сигналом к всенародному восстанию в Дагестане против Российского Государства. Эта победа сыграла важную роль в мобилизации всех повстанческих сил.

Характеризуя народную борьбу в регионе, В. И. Ленин в октябре 1919 года писал:
«На Кавказе ярким пламенем горит восстание против Деникина».

## Память
На сельском кладбище с. Куппа на могиле Ганцамагомедова Нажмутдина, одного из командиров конного отделения ополченцев, погибшего в бою, установлен высокий шест с разноцветными кусочками материи.
Впоследствии мост, на котором происходили события, был снесен для строительства Гунибской ГЭС.

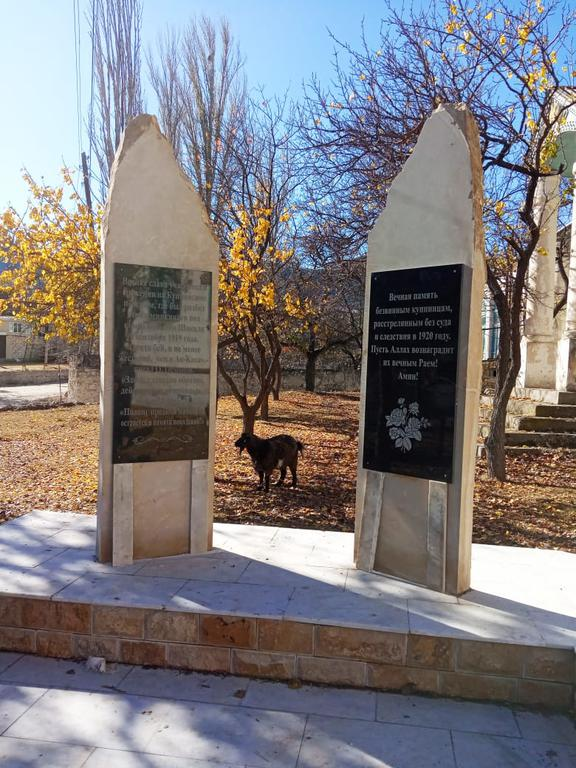
Памятник в с. Куппа

25 ноября 2020 года в селении Куппа прошло торжественное открытие памятника из двух стел, напоминающих о двух страницах в истории села. Одна стела посвящена победе куппинцев и ополченцев из соседних сел на куппинском перевале. Вторая стела посвящена трагическим событиям октября 1920 года, когда в селе бойцами XI Красной Армии, были убиты более 80-ти жителей села в ходе Красного террора.
Про сражение сохранилась аварская песня под названием «Салтинский мост»:
Тучи как скалы:

Гранитная глыба,

Небо упало

На скалы Гуниба.

Эй, почему все черешни в цвету

И скворцы поют?

Эй, почему на Салтинском мосту

Барабаны бьют?

Трупами черные

Выстланы скалы,

Жены на жернове

Точат кинжалы.

Эй, по ущельям проносится гром:

Или град пошёл?

Эй, закружил над Салтинским мостом —

Золотой орёл?

Царское знамя

С орлом двухголовым —

Дымное пламя

Над гибнущим кровом.

Эй, по ущельям, по рощам, по рвам

Разбрелись быки.

Эй, под Салтинским мостом, как трава,

Полегли полки.

Вскинься медведицей

Ярость свободы!

Славой осветятся

Черные годы!

Эй, посвети на Салтинском мосту —

А земля красна?

Эй, посвети на Салтинском мосту

Мертвецам луна!